# Луис, Мирея
Алехандрина Мирея Луис Эрнандес (исп. Alejandrina Mireya Luis Hernández; род. 25 августа 1967, Камагуэй, Куба) — кубинская волейболистка. Нападающая. 3-кратная Олимпийская чемпионка, двукратная чемпионка мира, 3-кратная обладательница Кубка мира.

## Биография
Волейболом Мирея Луис начала заниматься в 10-летнем возрасте в родном Камагуэе, а уже через 4 года дебютировала в чемпионате Кубы, выступая за команду своего города. В 1983 в возрасте 16 лет Луис была призвана в национальную сборную Кубы и приняла участие в Панамериканских играх, выиграв своё первое «золото» на международном уровне. В дальнейшем молодая нападающая, несмотря на невысокий по волейбольным меркам рост, быстро выдвинулась в число сильнейших игроков сборной и в 1985 выиграла свой первый индивидуальный приз, став лучшей нападающей розыгрыша Кубка мира, в котором кубинки стали серебряными призёрами розыгрыша. В 1986 Луис менее чем через месяц после рождения ребёнка присоединилась к своей сборной для участия в чемпионате мира и помогла ей выиграть «серебро» соревнований.
1989 год принёс сборной Кубы первую победу в розыгрыше Кубка мира. На этом турнире Мирея Луис, выбранная капитаном команды и носившая это звание на протяжении 7 лет, была признана самым ценным игроком и лучшей нападающей. В 1990 кубинские волейболистки, ведомые Луис, дошли до полуфинала чемпионата мира, проходившего в Китае, но уступили на этой стадии будущему чемпиону — сборной СССР, а в поединке за «бронзу» оказались слабее команды США. Тем не менее начавшееся десятилетие 1990-х годов прошло под гегемонией сборной Кубы, которая за период с 1991 по 2000 практически не имела себе равных в мировом женском волейболе, при условии, что выступала в оптимальном составе. Три подряд победы на Олимпиадах, две подряд — на чемпионатах мира, три — в розыгрышах Кубка мира, победы на первых турнирах Гран-при и Всемирном Кубке чемпионов, полнейшее превосходство на американском континенте — всё это в полной мере характеризует гегемонию волейболисток Кубы на мировой арене тех лет. И ценнейший вклад в победы своих соотечественниц внесла Мирея Луис, неоднократно признававшаяся лучшим игроком и лучшей нападающей международных турниров. Имея рост 175 см, Луис обладала выдающимся прыжком, атакуя на высоте почти 3,4 метра.
В 2000 году Мирея Луис на Олимпийских играх в Сиднее стала трёхкратной олимпийской чемпионкой, после чего приняла решение закончить карьеру в сборной Кубы, продолжавшуюся на протяжении 17 лет и принесшую спортсменке 23 награды высшего достоинства, выигранные в официальных турнирах.
В 1985, 1989 и 1991 Луис принимала участие в «Гала-матчах» ФИВБ, в которых выступала за команду «Звёзды мира» против сборных Китая (в 1985) и СССР (в 1989 и 1991).
Практически всю свою клубную карьеру Луис провела на Кубе, играя за команду «Камагуэй» (кроме сезона 1994—1995, проведённого в Японии вместе с Магалис Карвахаль). В апреле 1998 решением Федерации волейбола своей страны спортсменка, как и многие другие выдающиеся кубинские волейболистки, получила разрешение на выступление за границей и заключила контракт с сильнейшей итальянской командой — «Фоппапедретти» из Бергамо, приняв участие в заключительных матчах чемпионата Италии и сумев помочь своим новым одноклубницам выиграть золотые медали. За Бергамо Луис затем отыграла ещё два сезона, выиграв в её составе ещё один титул чемпионки Италии, а также Суперкубок Италии (трижды подряд) и дважды — Кубок европейских чемпионов. В 2000 Мирея Луис вернулась на Кубу для подготовки к Олимпиаде, а в 2001 объявила о завершении игровой карьеры.
После Олимпиады-2000 Луис была избрана членом комиссии спортсменов Международного олимпийского комитета (МОК). В настоящее время входит в состав комиссии по олимпийской солидарности МОК.
В 2004 году Луис была включена в Волейбольный Зал славы, став второй кубинской волейболисткой (после Реглы Торрес), удостоившейся этой чести.
В июле 2017 Мирея Луис избрана президентом Северной и Центральной зональной ассоциации (NCZA) NORCECA, в которую входят волейбольные ассоциации Кубы, США, Канады, Мексики, Доминиканской Республики и Пуэрто-Рико. В 2018 году назначена исполнительным вице-президентом Международной федерации волейбола (FIVB).

### Клубная карьера
- 1981—1994, 1995—1998 —  «Камагуэй»;
- 1994—1995 —  «Дайэй Орандж Аттакерс» (Кобе);
- 1998—2000 —  «Фоппапедретти» (Бергамо);
- 2000—2001 —  «Камагуэй».

## Достижения

### Со сборными Кубы
- 3-кратная Олимпийская чемпионка — 1992, 1996, 2000.
- двукратная чемпионка мира — 1994, 1998;
  - серебряный призёр чемпионата мира 1986.
- 3-кратный победитель розыгрышей Кубка мира — 1989, 1991, 1995;
  - серебряный призёр Кубка мира 1985.
- победитель розыгрыша Всемирного Кубка чемпионов 1993;
  - серебряный призёр Всемирного Кубка чемпионов 1997.
- двукратная чемпионка Мирового Гран-при — 1993, 2000;
  - двукратный серебряный (1994, 1997) и двукратный бронзовый (1995, 1998) призёр Мирового Гран-при.
- 7-кратная чемпионка NORCECA — 1985, 1987, 1989, 1991, 1993, 1995, 1997.
- 4-кратная чемпионка Панамериканских игр — 1983, 1987, 1991, 1995.
- чемпионка Центральноамериканских и Карибских игр 1998.
- чемпионка мира среди молодёжных команд 1985.

### С клубами[4]
- чемпионка Японии 1994.
- двукратная чемпионка Италии — 1998, 1999.
- 3-кратный победитель розыгрышей Суперкубка Италии — 1997—1999.
- двукратный победитель розыгрышей Кубка европейских чемпионов — 1999, 2000.

### Индивидуальные
- 1985: MVP (самый ценный игрок) молодёжного чемпионата мира.
- 1985: лучшая нападающая Кубка мира.
- 1989: MVP (самый ценный игрок) и лучшая нападающая Кубка мира.
- 1991: лучшая нападающая Кубка мира.
- 1993: MVP (самый ценный игрок) и лучшая нападающая Гран-при.
- 1994: лучшая нападающая Гран-при.
- 1994: лучшая нападающая чемпионата мира.
- 1995: MVP (самый ценный игрок) и лучшая нападающая Кубка мира.

## Награды
- Национальный орден «Плайя-Хирон»
- Орден «За спортивные заслуги»